# Lekkoatletyka na Letnich Igrzyskach Olimpijskich 1960 – bieg na 100 m mężczyzn
Bieg na 100 metrów mężczyzn podczas XVII Letnich Igrzysk Olimpijskich w Rzymie rozegrano 31 sierpnia (eliminacje i ćwierćfinały) i 1 września 1960 (półfinały i finał) na Stadio Olimpico. Zwycięzcą został reprezentant wspólnej reprezentacji Niemiec Armin Hary, który na tych igrzyskach zwyciężył również  w sztafecie 4 × 100 metrów. W ćwierćfinale ustanowił nowy rekord olimpijski z czasem 10,2 s, który następnie wyrównał w finale.

## Rekordy

Armin Hary

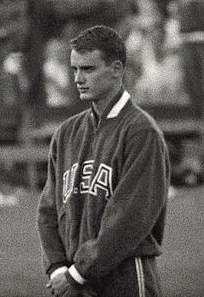
David Sime

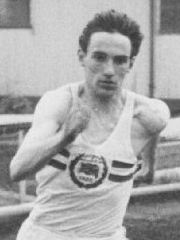
Peter Radford

|                   | Zawodnik         | Narodowość        | Czas | Data                   | Miejsce     |
| ----------------- | ---------------- | ----------------- | ---- | ---------------------- | ----------- |
| Rekord świata     | Armin Hary       | RFN               | 10,0 | 21 czerwca 1960(dts)   | Zurych      |
| Rekord świata     | Harry Jerome     | Kanada            | 10,0 | 15 lipca 1960(dts)     | Saskatoon   |
| Rekord olimpijski | Eddie Tolan      | Stany Zjednoczone | 10,3 | 1 sierpnia 1932(dts)   | Los Angeles |
| Rekord olimpijski | Ralph Metcalfe   | Stany Zjednoczone | 10,3 | 1 sierpnia 1932(dts)   | Los Angeles |
| Rekord olimpijski | Jesse Owens      | Stany Zjednoczone | 10,3 | 3 sierpnia 1936(dts)   | Berlin      |
| Rekord olimpijski | Harrison Dillard | Stany Zjednoczone | 10,3 | 31 lipca 1948(dts)     | Londyn      |
| Rekord olimpijski | Bobby Joe Morrow | Stany Zjednoczone | 10,3 | 23 listopada 1956(dts) | Melbourne   |
| Rekord olimpijski | Ira Murchison    | Stany Zjednoczone | 10,3 | 23 listopada 1956(dts) | Melbourne   |
| Rekord olimpijski | Bobby Joe Morrow | Stany Zjednoczone | 10,3 | 24 listopada 1956(dts) | Melbourne   |

## Wyniki
| Poz. - pozycja |
| – rekord świata \| – rekord krajowy \| – rekord życiowy \| = – wyrównany rekord życiowy \| · – najlepszy wynik w sezonie \| = – wyrównany najlepszy wynik w sezonie \| – rekord olimpijski |
| Fn – falstart \| DNF – nie ukończył \| DNS – nie wystartował \| DSQ – zdyskwalifikowany |

### Eliminacje
Rozegrano dziewięć biegów eliminacyjnych. Do ćwierćfinałów awansowało po trzech najlepszych zawodników z każdego biegu (Q).

#### Bieg 1
Wiatr: –0,3 m/s
| Poz. | Zawodnik           | Narodowość | Rezultat | Uwagi |
| ---- | ------------------ | ---------- | -------- | ----- |
| 1    | Enrique Figuerola  | Kuba       | 10,4     | Q     |
| 2    | Carl Fredrik Bunæs | Norwegia   | 10,7     | Q     |
| 3    | Jurij Konowałow    | ZSRR       | 10,7     | Q     |
| 4    | Suthi Manyakass    | Tajlandia  | 10,8     |       |
| 5    | Michaił Byczwarow  | Bułgaria   | 11,0     |       |
| 6    | Amos Grodzinowsky  | Izrael     | 11,1     |       |
| 7    | Raj Joshi Tilak    | Indie      | 11,3     |       |

#### Bieg 2
Wiatr: –0,2 m/s
| Poz. | Zawodnik        | Narodowość    | Rezultat | Uwagi |
| ---- | --------------- | ------------- | -------- | ----- |
| 1    | Seraphino Antao | Kolonia Kenii | 10,5     | Q     |
| 2    | Armin Hary      | Niemcy        | 10,6     | Q     |
| 3    | Heinz Müller    | Szwajcaria    | 10,8     | Q     |
| 4    | Gustav Ntiforo  | Ghana         | 11,0     |       |
| 5    | Isaac Gómez     | Filipiny      | 11,0     |       |
| 6    | Dennis Tipping  | Australia     | 11,2     |       |
| 7    | Abdul Khaliq    | Pakistan      | 11,2     |       |

#### Bieg 3
Wiatr: –0,3 m/s
| Poz. | Zawodnik        | Narodowość                 | Rezultat | Uwagi |
| ---- | --------------- | -------------------------- | -------- | ----- |
| 1    | Horacio Esteves | Wenezuela                  | 10,4     | Q     |
| 2    | Dennis Johnson  | Federacja Indii Zachodnich | 10,4     | Q     |
| 3    | David Sime      | Stany Zjednoczone          | 10,5     | Q     |
| 4    | Lynn Eves       | Kanada                     | 10,6     |       |
| 5    | Aggrey Awori    | Protektorat Ugandy         | 10,9     |       |
| 6    | Patrick Lowry   | Irlandia                   | 10,9     |       |
| 7    | Roba Negousse   | Etiopia                    | 11,3     |       |

#### Bieg 4
Wiatr: –0,2 m/s
| Poz. | Zawodnik              | Narodowość          | Rezultat | Uwagi |
| ---- | --------------------- | ------------------- | -------- | ----- |
| 1    | Harry Jerome          | Kanada              | 10,5     | Q     |
| 2    | Jocelyn Delecour      | Francja             | 10,5     | Q     |
| 3    | Erasmus Amukun        | Protektorat Ugandy  | 10,6     | Q     |
| 4    | Affonso da Silva      | Brazylia            | 10,8     |       |
| 5    | Bouchaib El-Maachi    | Maroko              | 10,9     |       |
| 6    | Shahrudin Mohamed Ali | Federacja Malajska  | 11,0     |       |
| –    | Jimmy Omagbemi        | Protektorat Nigerii | DNS      |       |

#### Bieg 5
Wiatr: –0,2 m/s
| Poz. | Zawodnik            | Narodowość       | Rezultat | Uwagi |
| ---- | ------------------- | ---------------- | -------- | ----- |
| 1    | Tom Robinson        | Bahamy           | 10,5     | Q     |
| 2    | Lloyd Murad         | Wenezuela        | 10,7     | Q     |
| 3    | Sitiveni Moceidreke | Fidżi            | 10,8     | Q     |
| 4    | George Short        | Kanada           | 10,9     |       |
| 5    | Emmanuel Putu       | Liberia          | 11,2     |       |
| 6    | Kim Jong-cheol      | Korea Południowa | 11,5     |       |
| –    | Rouhollah Rahmani   | Iran             | DNS      |       |

#### Bieg 6
Wiatr: –0,5 m/s
| Poz. | Zawodnik           | Narodowość        | Rezultat | Uwagi |
| ---- | ------------------ | ----------------- | -------- | ----- |
| 1    | Ray Norton         | Stany Zjednoczone | 10,7     | Q     |
| 2    | Gusman Kosanow     | ZSRR              | 10,7     | Q     |
| 3    | Santiago Plaza     | Meksyk            | 10,8     | Q     |
| 4    | Walter Mahlendorf  | Niemcy            | 10,8     |       |
| 5    | Romain Poté        | Belgia            | 11,0     |       |
| 6    | Aydin Onur         | Turcja            | 11,3     |       |
| 7    | Abdul Hadi Shekaib | Afganistan        | 11,6     |       |

#### Bieg 7
Wiatr: –0,3 m/s
| Poz. | Zawodnik         | Narodowość      | Rezultat | Uwagi |
| ---- | ---------------- | --------------- | -------- | ----- |
| 1    | David Jones      | Wielka Brytania | 10,5     | Q     |
| 2    | Abdoulaye Seye   | Francja         | 10,6     | Q     |
| 3    | Rafael Romero    | Wenezuela       | 10,7     | Q     |
| 4    | Elmar Kunauer    | Austria         | 11,0     |       |
| 5    | Huang Suh-chuang | Tajwan          | 11,2     |       |
| 6    | Khudhir Zalata   | Irak            | 11,3     |       |
| –    | Iftikhar Shah    | Pakistan        | DNF      |       |

#### Bieg 8
Wiatr: –0,1 m/s
| Poz. | Zawodnik        | Narodowość        | Rezultat | Uwagi |
| ---- | --------------- | ----------------- | -------- | ----- |
| 1    | Marian Foik     | Polska            | 10,5     | Q     |
| 2    | Edward Jefferys | Południowa Afryka | 10,6     | Q     |
| 3    | Claude Piquemal | Francja           | 10,7     | Q     |
| 4    | Jootje Gozal    | Indonezja         | 10,9     |       |
| 5    | Manfred Germar  | Niemcy            | 11,0     |       |
| 6    | Hamdan El-Tayeb | Sudan             | 11,1     |       |
| 7    | José Albarrán   | Hiszpania         | 11,1     |       |

#### Bieg 9
Wiatr: –0,2 m/s
| Poz. | Zawodnik             | Narodowość                    | Rezultat | Uwagi |
| ---- | -------------------- | ----------------------------- | -------- | ----- |
| 1    | Peter Radford        | Wielka Brytania               | 10,4     | Q     |
| 2    | Frank Budd           | Stany Zjednoczone             | 10,4     | Q     |
| 3    | Edwin Ozolin         | ZSRR                          | 10,7     | Q     |
| 4    | Hilmar Þorbjörnsson  | Islandia                      | 10,9     |       |
| 5    | Nikolaos Jeorjopulos | Grecja                        | 11,0     |       |
| 6    | Moustafa Abdel Kader | Zjednoczona Republika Arabska | 11,2     |       |
| 7    | James Roberts        | Liberia                       | 11,2     |       |

### Ćwierćfinały
Rozegrano cztery biegi ćwierćfinałowe. Do półfinałów awansowało po trzech najlepszych zawodników z każdego biegu (Q).

#### Bieg 1
Wiatr: –0,5 m/s
| Poz. | Zawodnik         | Narodowość        | Rezultat | Uwagi |
| ---- | ---------------- | ----------------- | -------- | ----- |
| 1    | Horacio Esteves  | Wenezuela         | 10,5     | Q     |
| 2    | Tom Robinson     | Bahamy            | 10,6     | Q     |
| 3    | Ray Norton       | Stany Zjednoczone | 10,6     | Q     |
| 4    | Jocelyn Delecour | Francja           | 10,7     |       |
| 5    | Edward Jefferys  | Południowa Afryka | 10,7     |       |
| 6    | Edwin Ozolin     | ZSRR              | 10,7     |       |
| 7    | Heinz Müller     | Szwajcaria        | 10,8     |       |

#### Bieg 2
Wiatr: –0,3 m/s
| Poz. | Zawodnik            | Narodowość                 | Rezultat | Uwagi |
| ---- | ------------------- | -------------------------- | -------- | ----- |
| 1    | Armin Hary          | Niemcy                     | 10,2     | Q,    |
| 2    | David Sime          | Stany Zjednoczone          | 10,3     | Q     |
| 3    | Marian Foik         | Polska                     | 10,4     | Q     |
| 4    | Dennis Johnson      | Federacja Indii Zachodnich | 10,4     |       |
| 5    | Carl Fredrik Bunæs  | Norwegia                   | 10,5     |       |
| 6    | Jurij Konowałow     | ZSRR                       | 10,5     |       |
| 7    | Sitiveni Moceidreke | Fidżi                      | 10,8     |       |

#### Bieg 3
Wiatr: –1,3 m/s
| Poz. | Zawodnik          | Narodowość         | Rezultat | Uwagi |
| ---- | ----------------- | ------------------ | -------- | ----- |
| 1    | Frank Budd        | Stany Zjednoczone  | 10,4     | Q     |
| 2    | Enrique Figuerola | Kuba               | 10,4     | Q     |
| 3    | David Jones       | Wielka Brytania    | 10,5     | Q     |
| 4    | Erasmus Amukun    | Protektorat Ugandy | 10,6     |       |
| 5    | Claude Piquemal   | Francja            | 10,6     |       |
| 6    | Gusman Kosanow    | ZSRR               | 10,7     |       |
| 7    | Santiago Plaza    | Meksyk             | 10,8     |       |

#### Bieg 4
Wiatr: –2,3 m/s
| Poz. | Zawodnik        | Narodowość      | Rezultat | Uwagi |
| ---- | --------------- | --------------- | -------- | ----- |
| 1    | Harry Jerome    | Kanada          | 10,4     | Q     |
| 2    | Peter Radford   | Wielka Brytania | 10,4     | Q     |
| 3    | Seraphino Antao | Kolonia Kenii   | 10,4     | Q     |
| 4    | Abdoulaye Seye  | Francja         | 10,4     |       |
| 5    | Lloyd Murad     | Wenezuela       | 10,8     |       |
| 6    | Rafael Romero   | Wenezuela       | 11,1     |       |

### Półfinały
Rozegrano dwa biegi półfinałowe. Do finału awansowało po trzech najlepszych zawodników z każdego biegu (Q).

#### Bieg 1
Wiatr: 0,0 m/s
| Poz. | Zawodnik          | Narodowość        | Rezultat | Uwagi |
| ---- | ----------------- | ----------------- | -------- | ----- |
| 1    | Peter Radford     | Wielka Brytania   | 10,4     | Q     |
| 2    | Enrique Figuerola | Kuba              | 10,4     | Q     |
| 3    | Frank Budd        | Stany Zjednoczone | 10,5     | Q     |
| 4    | Marian Foik       | Polska            | 10,5     |       |
| 5    | Tom Robinson      | Bahamy            | 10,5     |       |
| –    | Harry Jerome      | Kanada            | DNF      |       |

#### Bieg 2
Wiatr: 0,0 m/s
| Poz. | Zawodnik        | Narodowość        | Rezultat | Uwagi |
| ---- | --------------- | ----------------- | -------- | ----- |
| 1    | Armin Hary      | Niemcy            | 10,3     | Q     |
| 2    | David Sime      | Stany Zjednoczone | 10,4     | Q     |
| 3    | Ray Norton      | Stany Zjednoczone | 10,4     | Q     |
| 4    | David Jones     | Wielka Brytania   | 10,4     |       |
| 5    | Horacio Esteves | Wenezuela         | 10,5     |       |
| 6    | Seraphino Antao | Kolonia Kenii     | 10,6     |       |

### Finał
Wiatr: 0,0 m/s
| Poz. | Zawodnik          | Narodowość        | Rezultat | Uwagi |
| ---- | ----------------- | ----------------- | -------- | ----- |
| 1    | Armin Hary        | Niemcy            | 10,2     | =     |
| 2    | David Sime        | Stany Zjednoczone | 10,2     | =     |
| 3    | Peter Radford     | Wielka Brytania   | 10,3     |       |
| 4    | Enrique Figuerola | Kuba              | 10,3     |       |
| 5    | Frank Budd        | Stany Zjednoczone | 10,3     |       |
| 6    | Ray Norton        | Stany Zjednoczone | 10,4     |       |